# Янссен, Винсент
Винсент Петрюс Анна Себастиан Янссен (нидерл. Vincent Petrus Anna Sebastiaan Janssen; род. 15 июня 1994, Хес, Северный Брабант) — нидерландский футболист, нападающий бельгийского клуба «Антверпен». Выступал за сборную Нидерландов. Участник чемпионата мира 2022 года.

## Клубная карьера

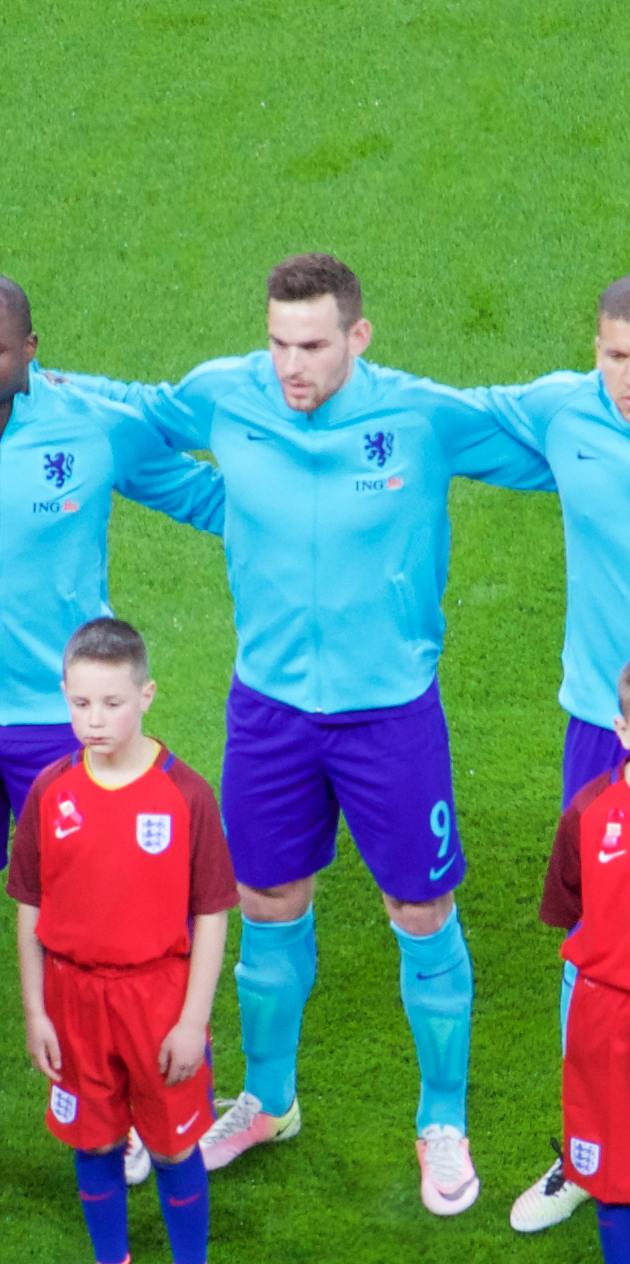
Янссен в составе сборной Нидерландов

Янссен начал карьеру в молодёжных и юношеских командах клубов СВ ТОП, «Осс» и НЕК. В 2009 году он попал в систему роттердамского «Фейеноорда». Летом 2013 года Винсент присоединился к «Алмере Сити». 3 августа в матче против «Волендама» он дебютировал в Эрстедивизи. 24 августа в поединке против «Ахиллес ’29» Янссен забил свой первый гол за «Алмере Сити». 11 апреля 2015 года в матче против «Спарты» он сделал свой первый хет-трик.
Летом 2015 года Янссен перешёл в АЗ. 9 августа в матче против амстердамского «Аякса» он дебютировал в Эредивизи. 4 октября в поединке против «Твенте» он Винсент сделал «дубль», забив свои первые голы за АЗ. В своём дебютном сезоне Янссен стал лучшим бомбардиром чемпионата, забив 27 мячей.
Летом 2016 года Винсент перешёл в английский «Тоттенхэм Хотспур», подписав контракт на четыре года. Сумма трансфера составила 17 млн фунтов. 13 августа в матче против «Эвертона» Янссен дебютировал в английской Премьер-лиге, заменив во втором тайме Эрика Дайера. 29 октября в поединке против «Лестер Сити» Винсент забил свой первый гол за «шпор», реализовав пенальти.
В сентябре 2017 года Винсент перешёл на правах аренды в турецкий «Фенербахче». 9 сентября в матче против «Истанбул Башакшехир» он дебютировал в турецкой Суперлиге. 17 сентября в поединке против «Аланьяспор» Янссен забил свой первый гол за «Фенербахче». По окончании аренды он вернулся в «Тоттенхэм Хотспур».
Летом 2019 года Янссен перешёл в мексиканский «Монтеррей». 18 августа в матче против «Толуки» он дебютировал в мексиканской Примере. 24 августа в поединке против «Сантос Лагуна» Винсент забил свой первый гол за «Монтеррей». В своём дебютном сезоне он помог клубу выиграть чемпионат и завоевать Кубок Мексики. В 2021 году Янссен отметился голами в матчах против доминиканского «Атлетико Пантоха» и помог команде выиграть турнир.
18 июня 2022 года Янссен подписал четырёхлетний контракт с бельгийским клубом «Антверпен». 24 июля в матче против «Мехелена» он дебютировал в Жюпиле лиге. 31 августа в поединке против «Юниона» Винсент сделал «дубль», забив свои первые голы за «Антверпен».

## Международная карьера
25 марта 2016 года в товарищеском матче против сборной Франции Янссен дебютировал за сборную Нидерландов, заменив во втором тайме Люка де Йонга. 29 марта в поединке против сборной Англии Винсент забил свой первый гол за национальную команду, реализовав пенальти.
В 2022 году Янссен принял участие в чемпионате мира в Катаре. На турнире он принял участие в матчах против сборных Сенегала и Катара.
В марте 2022 года объявил о завершении международной карьеры по личным причинам.

### Голы за сборную Нидерландов
| #   | Дата           | Место                            | Противник   | Счёт | Результат | Соревнование                     |
| --- | -------------- | -------------------------------- | ----------- | ---- | --------- | -------------------------------- |
| 01. | 29 марта 2016  | Уэмбли, Лондон, Англия           | Англия      | 1:1  | 1:2       | Товарищеский матч                |
| 02. | 1 июня 2016    | PGE Arena, Гданьск, Польша       | Польша      | 0:1  | 1:1       | Товарищеский матч                |
| 03. | 4 июня 2016    | Эрнст Хаппель, Вена, Австрия     | Австрия     | 0:1  | 0:2       | Товарищеский матч                |
| 04. | 7 октября 2016 | Фейеноорд, Роттердам, Нидерланды | Беларусь    | 4:1  | 4:1       | Чемпионат мира 2018 квалификация |
| 05. | 31 мая 2017    | Адрар, Агадир, Марокко           | Марокко     | 0:2  | 1:2       | Товарищеский матч                |
| 06. | 4 июня 2017    | Фейеноорд, Роттердам, Нидерланды | Кот-д’Ивуар | 5:0  | 5:0       | Товарищеский матч                |
| 07. | 9 июня 2017    | Фейеноорд, Роттердам, Нидерланды | Люксемубрг  | 5:0  | 5:0       | Чемпионат мира 2018 квалификация |

## Достижения
Клубные
«Монтеррей»
- Победитель мексиканской Примере — Апертура 2019
- Обладатель Кубка Мексики — 2019/2020
- Победитель Лиги чемпионов КОНКАКАФ — 2021

«Антверпен»
- Чемпион Бельгии: 2022/23
- Обладатель Кубка Бельгии: 2022/23

Индивидуальные
- Лучший бомбардир чемпионата Нидерландов (27 мячей) — 2015/16